# Pennsbury Village
Pennsbury Village es un borough ubicado en el condado de Allegheny en el estado estadounidense de Pensilvania. En el año 2000 tenía una población de 738 habitantes y una densidad poblacional de 2,849.4 personas por km².

## Geografía
Pennsbury Village se encuentra ubicado en las coordenadas 40°33′3″N 80°11′33″O / 40.55083, -80.19250.

## Demografía
Según la Oficina del Censo en 2000 los ingresos medios por hogar en la localidad eran de $46,579 y los ingresos medios por familia eran $55,125. Los hombres tenían unos ingresos medios de $42,222 frente a los $36,528 para las mujeres. La renta per cápita para la localidad era de $33,339. Alrededor del 3.4% de la población estaba por debajo del umbral de pobreza.